# Бикин (город)
Бики́н — город (с 1938 года) в России, административный центр Бикинского района Хабаровского края.
Образует городское поселение Город Бикин как единственный населённый пункт в его составе.
Самый южный город Хабаровского края. Расположен около границы с Китаем, на Уссурийской низменности, на правом берегу реки Бикин (приток Уссури), в 215 км к югу от Хабаровска. Территория — 85 км². Железнодорожная станция на Транссибирской магистрали.

## Название
Название происходит от удэгейского слова родившийся старший брат, которым называется одноимённая река, а также по неофициальным источникам переводится как «Чёртова яма», в связи с расположением сопок по периметру всего города.

## История
Возник как казачий посёлок Бикин Бикинского станичного округа Уссурийского казачьего войска, приобрёл особое значение в 1894—1897 в период строительства железнодорожной линии между Хабаровском и Владивостоком.
Появление этого поселения связано со строительством северного участка Уссурийской железной дороги в 1895 году. Первыми жителями стали строители станции — вольнонаемные рабочие, прибывшие по переселению, и демобилизованные солдаты. Дальнейший рост численности поселка осуществлялся за счет перебравшихся поближе к железной дороге жителей из соседних станиц и сел. В 1907 году в Бикин переселились забайкальские казаки. Впоследствии массового переселения в Бикин не было.
В 1920-е годы в Бикине работали две школы: училище станичного округа и железнодорожное двухклассное училище. В 1938 году открылась лесная школа, где обучали профессиям пожарного, пилоправа, шофера, плотника.
В 1933 году в Бикине начались работы по строительству второй линии железнодорожных путей.
Указом Президиума Верховного Совета РСФСР 9 ноября 1938 года ему был присвоен статус города.
В 1930 году в Бикине была открыта районная больница.
В 1939 году в Бикине был открыт мясокомбинат, а позже мясомолочный комбинат.

## Население
| 1915    | 1926    | 1933    | 1939    | 1959    | 1967    | 1970    | 1979    | 1989    |
| ------- | ------- | ------- | ------- | ------- | ------- | ------- | ------- | ------- |
| 1126    | ↗2609   | ↗5000   | ↗15 094 | ↗19 000 | ↘18 000 | ↘17 473 | ↗17 717 | ↗19 129 |
| 1992    | 1996    | 1998    | 2000    | 2001    | 2002    | 2003    | 2005    | 2006    |
| ↘19 100 | ↘18 800 | ↘18 400 | ↘18 100 | ↘17 900 | ↗19 641 | ↘19 600 | →19 600 | →19 600 |
| 2007    | 2008    | 2009    | 2010    | 2011    | 2012    | 2013    | 2014    | 2015    |
| ↘19 500 | ↘19 200 | ↘18 988 | ↘17 154 | ↘17 072 | ↘16 929 | ↘16 635 | ↘16 508 | ↘16 271 |
| 2016    | 2017    | 2018    | 2019    | 2020    | 2021    | 2023    | 2024    | 2025    |
| ↘16 097 | ↘15 928 | ↗15 954 | ↘15 946 | ↗16 104 | ↗16 240 | ↘15 875 | ↘15 575 | ↘15 482 |

На 1 января 2025 года по численности населения город находился на 756-м месте из 1124 городов Российской Федерации.

## Климат
В Бикине умеренный муссонный климат. Город является самым тёплым местом в Хабаровском крае.
Всемирная метеорологическая организация приняла решение о необходимости расчёта двух климатических норм: климатологической стандартной и опорной. Климатологическая стандартная норма обновляется каждые десять лет, опорная норма охватывает период с 1961 г. по 1990 г..
- Среднегодовая температура воздуха — 3,0 °C
- Относительная влажность воздуха — 71,4 %
- Средняя скорость ветра — 2,0 м/с

| Показатель                            | Янв.  | Фев.  | Март | Апр. | Май  | Июнь | Июль | Авг. | Сен. | Окт. | Нояб. | Дек.  | Год |
| ------------------------------------- | ----- | ----- | ---- | ---- | ---- | ---- | ---- | ---- | ---- | ---- | ----- | ----- | --- |
| Средняя температура, °C               | −19,8 | −14,9 | −5   | 5,6  | 13,3 | 18,4 | 21,8 | 20,4 | 14,2 | 5,8  | −6,1  | −17,3 | 3,0 |
| Норма осадков, мм                     | 14    | 9     | 22   | 36   | 71   | 73   | 131  | 138  | 80   | 48   | 25    | 17    | 664 |
| Источник: ФГБУ «Гидрометцентр России» |       |       |      |      |      |      |      |      |      |      |       |       |     |

| Показатель                           | Янв.  | Фев.  | Март  | Апр.  | Май  | Июнь | Июль | Авг. | Сен. | Окт. | Нояб. | Дек.  | Год  |
| ------------------------------------ | ----- | ----- | ----- | ----- | ---- | ---- | ---- | ---- | ---- | ---- | ----- | ----- | ---- |
| Абсолютный максимум, °C              | 1,3   | 8,6   | 18,0  | 29,4  | 33,9 | 36,1 | 37,8 | 38,0 | 34,0 | 26,2 | 17,5  | 6,1   | 38,0 |
| Средний суточный максимум, °C        | −14,2 | −8,8  | 0,1   | 11,3  | 19,2 | 23,9 | 27,0 | 25,8 | 19,9 | 11,3 | −1,5  | −11,6 | 8,9  |
| Средняя температура, °C              | −20,9 | −16,1 | −5,9  | 5,4   | 12,9 | 18,1 | 21,6 | 20,4 | 13,6 | 5,1  | −6,9  | −17,3 | 2,8  |
| Средний суточный минимум, °C         | −28,1 | −24,6 | −13,7 | −1,5  | 5,7  | 11,9 | 16,0 | 15,1 | 7,1  | −1,8 | −13,4 | −24,1 | −3,9 |
| Абсолютный минимум, °C               | −42,8 | −37,2 | −31,1 | −13,9 | −6,1 | 1,1  | 5,0  | 4,0  | −5   | −17  | −32,2 | −45   | −45  |
| Норма осадков, мм                    | 17    | 21    | 25    | 40    | 71   | 79   | 127  | 131  | 92   | 41   | 25    | 21    | 687  |
| Источник: Архив климатических данных |       |       |       |       |      |      |      |      |      |      |       |       |      |

## Экономика
- Планируется реализация экономической программы по созданию локальной зоны предпринимательства.
- В посёлке Бархатный расположен Бикинский лесхоз[39].
- Действует социальный проект по созданию конно-спортивного клуба «Раиса»[значимость факта?].
- Действует социально-экономическая программа в помощи и развитии малого бизнеса «Фурманов»[значимость факта?]

## Транспорт

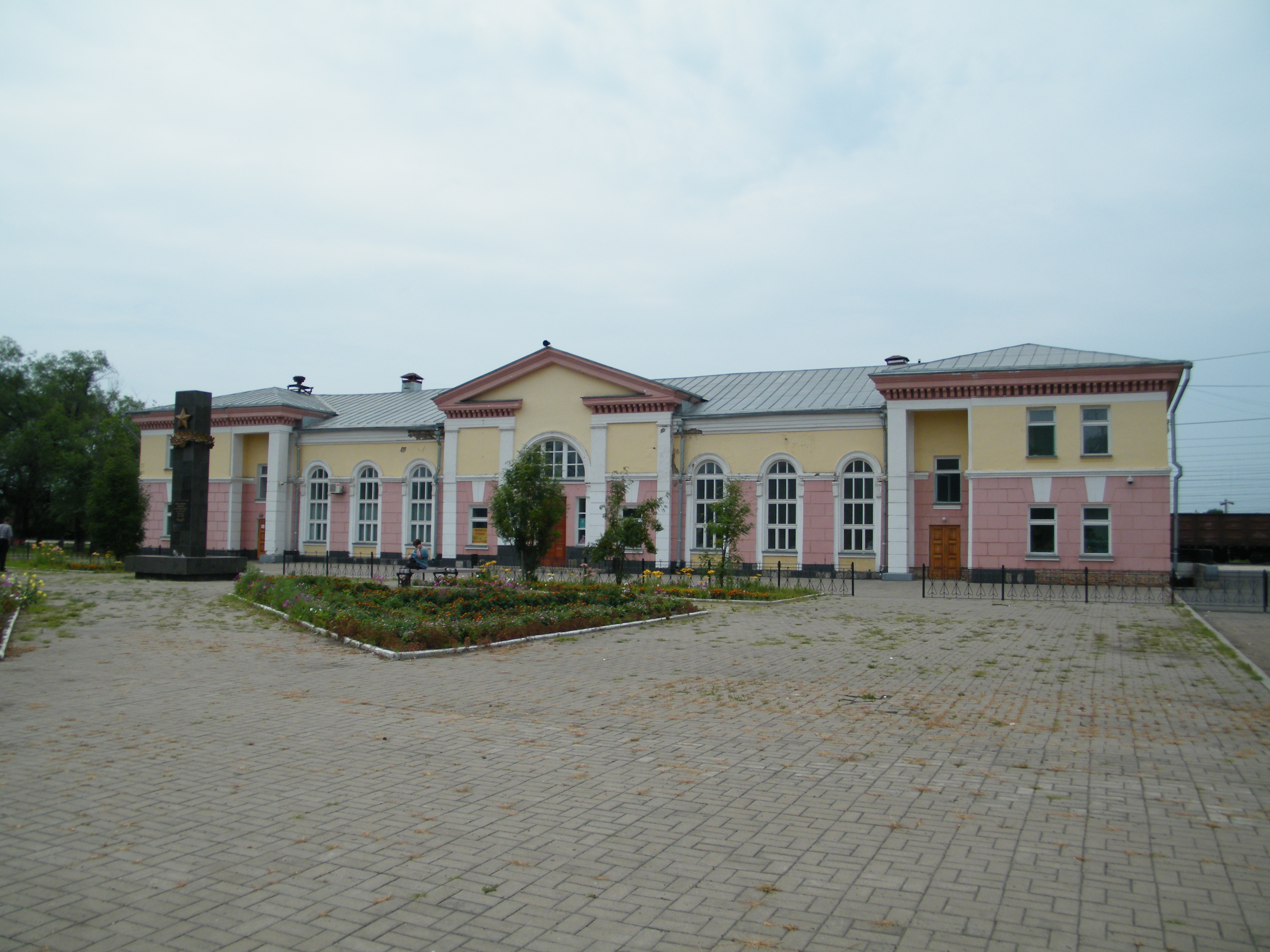
Бикин, железнодорожный вокзал

- Через город проходит Транссибирская магистраль, на железнодорожной станции Бикин останавливаются все пассажирские поезда.
- Через Бикин проходит автотрасса «Уссури», построенная в объезд города.
- Междугороднее автобусное сообщение с Хабаровском, останавливаются транзитные автобусы, следующие в Приморский край.
- Автобусные районные и внутригородские перевозки.

## Достопримечательности
- Мемориал Победы, расположенный на склоне горы при въезде в город.
- Трактор СХТЗ 15/30 производства Харьковского завода установлен на постамент у здания краеведческого музея.
- В городе можно увидеть памятники, обелиски и памятные доски, посвящённые героям Гражданской и Великой Отечественной войн.
- Есть здесь и своя скульптура «Рабочий и колхозница», уменьшенная копия известного памятника Советской эпохи, установленная на крыше Дома Культуры[40] на год раньше своего знаменитого собрата[41]. В 2008 году начался сбор средств на реставрацию этого памятника.

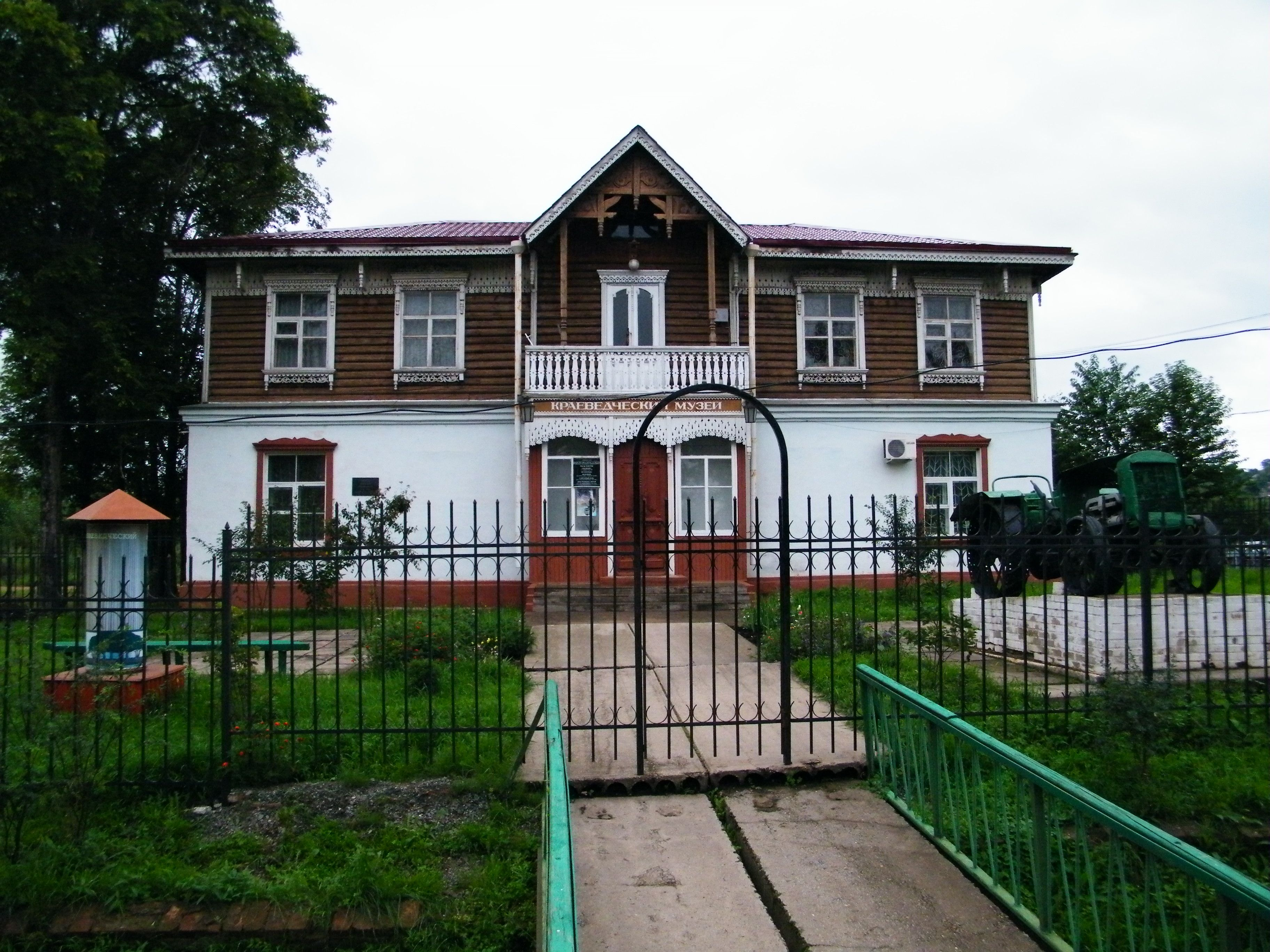
Краеведческий музей
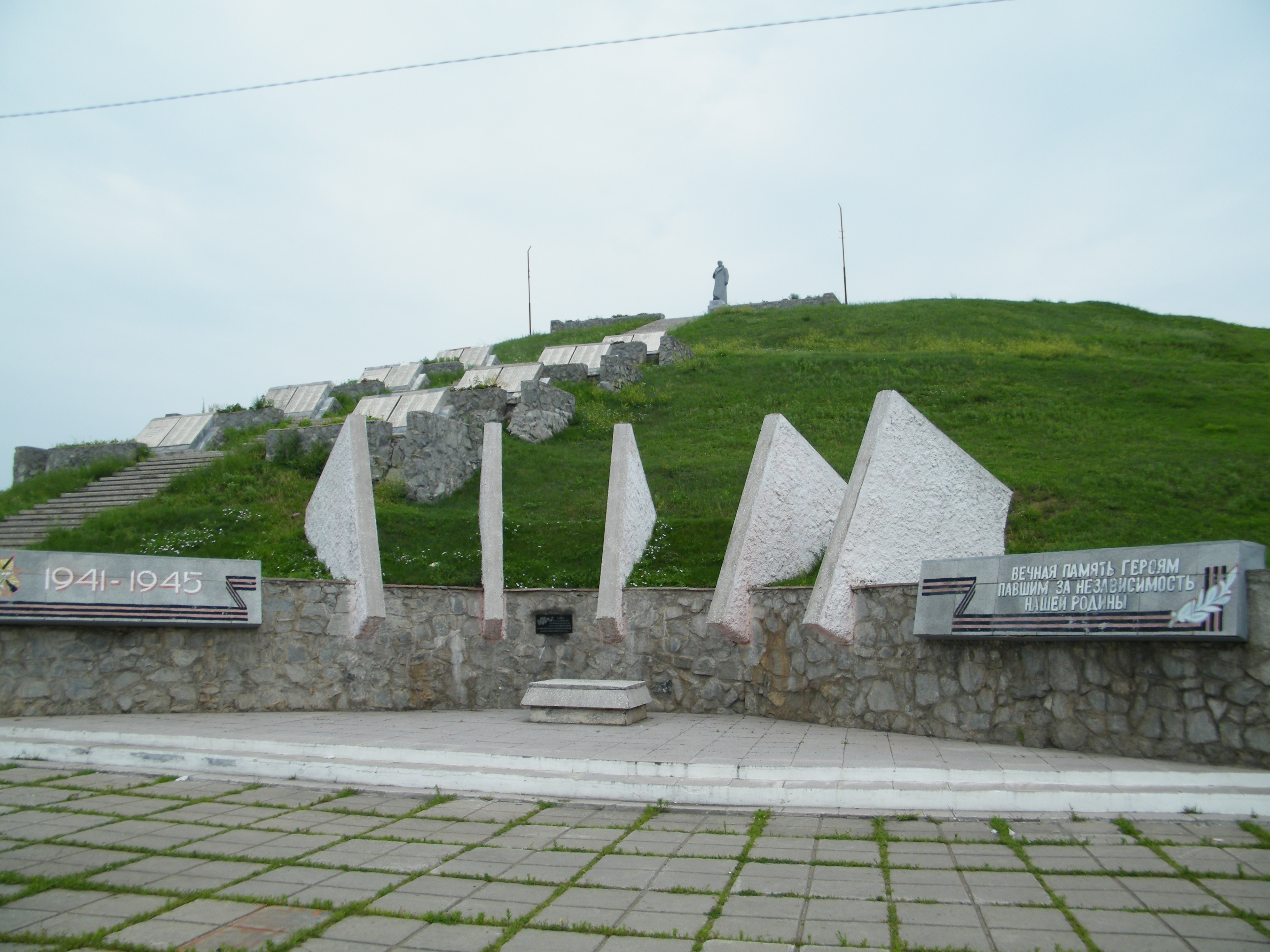
Мемориал Победы
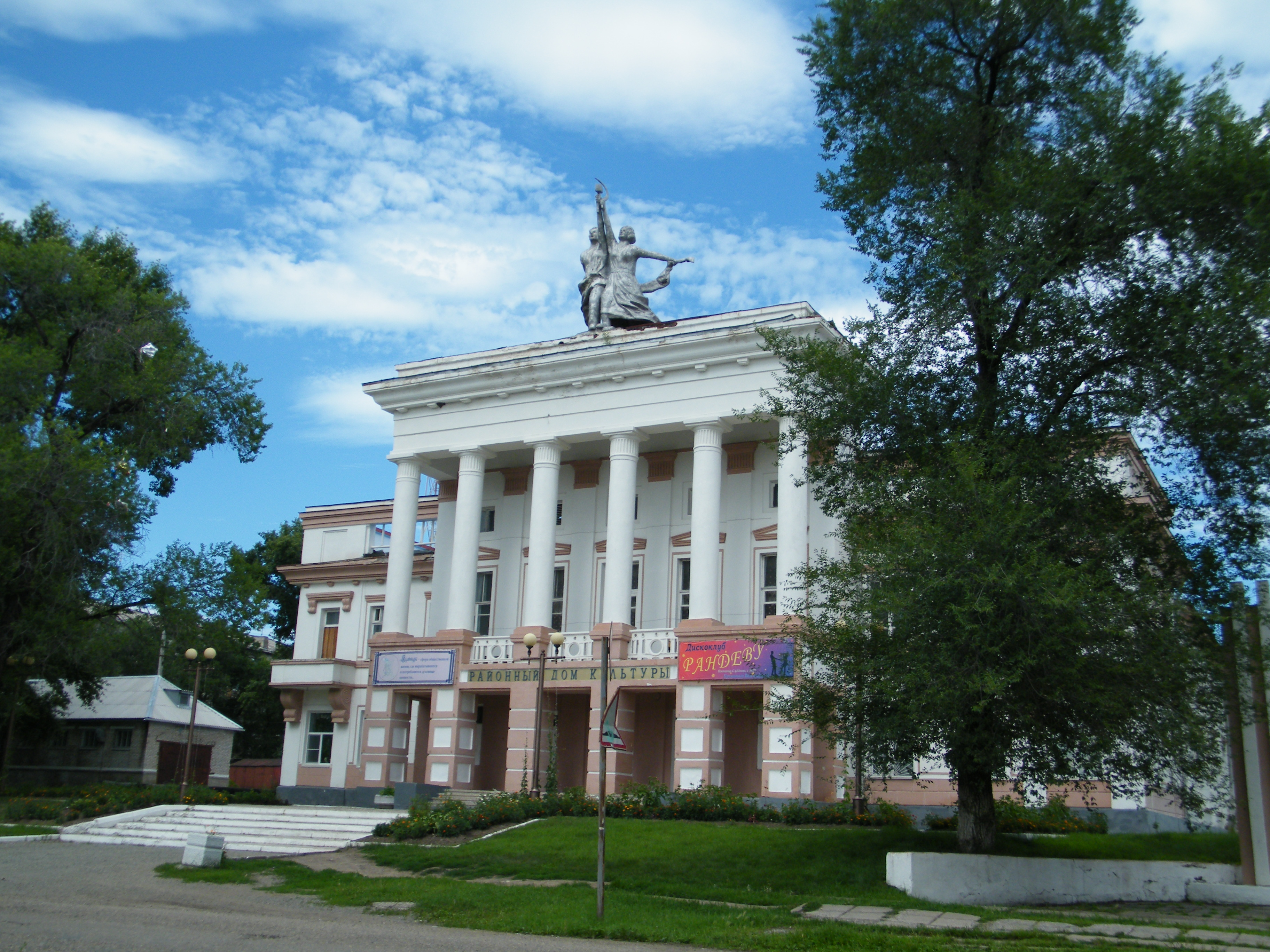
Районный дом культуры